# LOVE DRIVE 〜恋はサーキットのように〜
「LOVE DRIVE 〜恋はサーキットのように〜」(ラブ・ドライブ 〜こいはサーキットのように〜)は、小柳ゆきの27枚目のシングル。2015年8月19日発売。発売元はUniversal Music。

## 解説
シングルとしては、「One in a million/return to you」より約1年10ヶ月振りのリリース。
「LOVE DRIVE 〜恋はサーキットのように〜」はチェコ民謡である「promeny」と言う楽曲に日本語詞を付けたカバーとなっている。
2019年5月1日より、元号が平成から令和に改元されたため、小柳自身としては、本作が平成最後のシングルとなった。

## 収録曲
1. LOVE DRIVE 〜恋はサーキットのように〜
作詞：嗣音奏多/作曲：Antonin Leopold Dvorak(P.D)
2. Love Drive
3. LOVE DRIVE 〜恋はサーキットのように〜 (二胡Version)
4. Love Drive (Erhu Version)
5. LOVE DRIVE 〜恋はサーキットのように〜 (Instrumental)
6. Love Drive(Instrumental)